# Ken Laszlo
Pour les articles homonymes, voir Laszlo et MisterFly.
Ken Laszlo, de son vrai nom Gianni Laszlo Coraini (né le 18 juillet 1954 à Florence), est un chanteur italien de synthpop et italo disco. Il connait un succès notable dans les années 1980.

## Biographie
Ken Laszlo connait le succès dans les années 1980 notamment grâce aux chansons Hey, Hey Guy, Don't Cry et Tonight. Hey, Hey Guy atteint la 21e place des charts français en 1984, et Tonight, produit avec le chanteur Gino Caria, atteint les charts français, belges, néerlandais et suédois en 1985. Le clip vidéo de Hey Hey Guy a été tourné en France à Paris-La Défense, et celui de Tonight également, en partie au musée Grévin, sous le viaduc et le quai d'Austerlitz, et devant le grand bassin du château de Versailles, dans les Yvelines.
Avec un million de disques vendus à cette période, Ken Laszlo se produit à travers toute l'Europe, en Asie (Taïwan, Hong Kong), en Amérique du Sud (Mexique, Venezuela, Brésil) et aux États-Unis. En 1987, il sort son premier album sous format vinyle, l'éponyme Ken Laszlo, qui comprend notamment le single 1-2-3-4-5-6-7-8.
Par la suite, il sort de nombreux autres singles, tout aussi bien sous le nom de Ken Laszlo qu'en usant d'autres pseudonymes, tels que Ric Fellini, DJ NRG ou Ricky Maltese. Sous DJ NRG, il produit de l'Eurobeat, apparaissant régulièrement dans les années 1990 sur le label A-Beat C de Dave Rodgers et Alberto Contini, et chez Avex Trax.

## Discographie

### Albums studio
- 1987 : Ken Laszlo
- 1990 : Golden Hit Vol. One
- 1998 : Dr Ken and Mr Laszlo
- 2000 : Album 2000
- 2004 : Silver Star
- 2007 : Future is Now

### Singles et EP
- 1984 : Hey Hey Guy
- 1985 : Tonight
- 1986 : Don’t Cry
- 1987 : Glasses Man
- 1987 : 1-2-3-4-5-6-7-8
- 1988 : Red Man / Black Pearl
- 1989 : Everybody is Dancing
- 1989 : Madame / Let Me Try
- 1989 : Hey Hey Guy for Tonight (avec Innocents)
- 1991 : Sha La La
- 1991 : Happy Song
- 1992 : Baby Call Me
- 1992 : Mary Ann
- 1994 : Everytime
- 1996 : Whatever Love
- 1997 : Laura no está (Laura non c’é) (sous le nom Ken)
- 1998 : Ken Laszlo EP
- 1999 : E-mail Box / Tonight 2000
- 2000 : Maybe a Lonely Night (Ken Laszlo meets Morgana)
- 2000 : One Small Day / All Night Long (Ken Laszlo meets Kate Project / Bandido)
- 2003 : Inside My Music
- 2003 : Tonight 2003 (Romazz feat. Ken Laszlo)
- 2003 : What a Lonely Night
- 2007 : Whatever Love (duo avec Jenny)
- 2007 : Future is Now
- 2008 : Tonight 2000
- 2009 : Dancing Together
- 2013 : SOS
- 2013 : Monalisa (vs. Alex Cundari)
- 2016 : Let’s Dance
- 2017 : Fire and Ice
- 2018 : Old Boy
- 2018 : Forever Young
- 2020 : Stranger
- 2021 : Rock Me Now or Never
- 2021 : Leather Man
- 2022 : Time of My Life